# Vohburg an der Donau
Vohburg an der Donau, Vohburg a.d.Donau – miasto w Niemczech, w kraju związkowym Bawaria, w rejencji Górna Bawaria, w regionie Ingolstadt, w powiecie Pfaffenhofen an der Ilm. Leży około 27 km na północny wschód od Pfaffenhofen an der Ilm, nad Dunajem (niedaleko ujścia rzeki Paar), przy drodze B16a i linii kolejowej (Vohburg an der Donau – Ingolstadt. W mieście znajduje się rafineria Bayernoil.

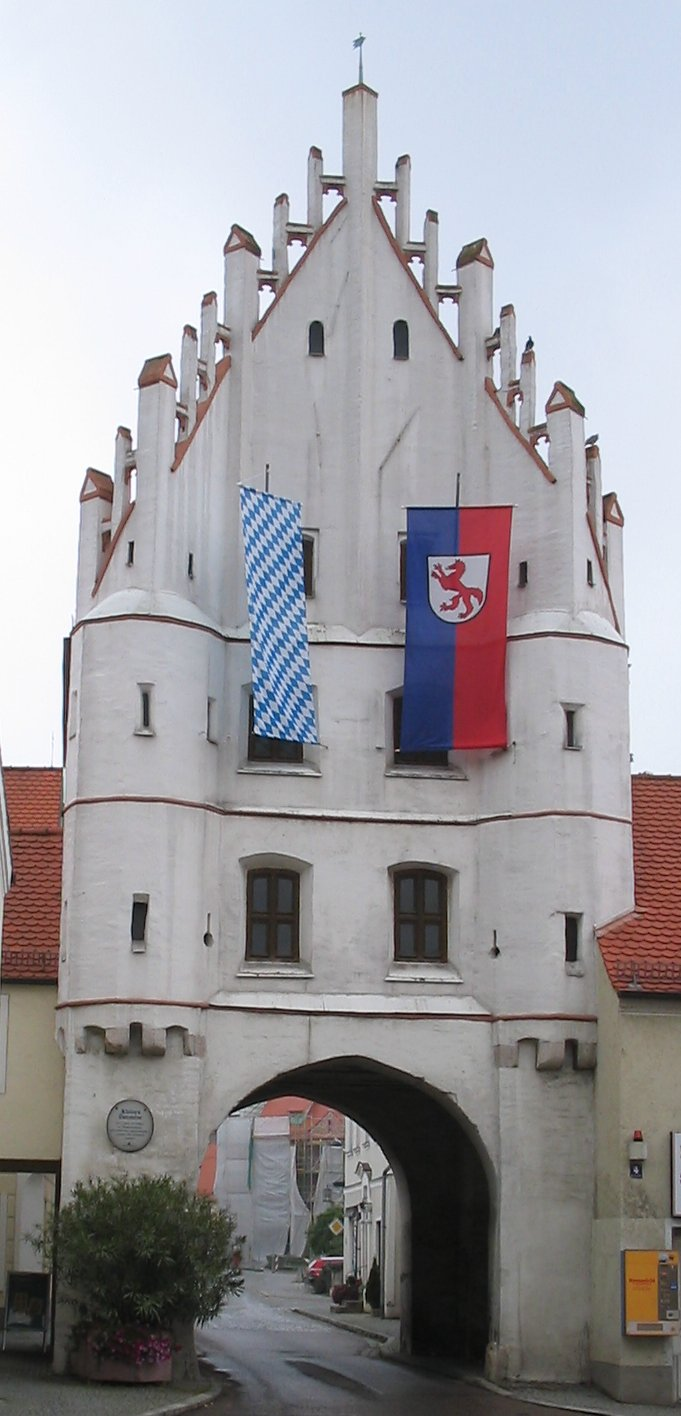
Mała Brama Dunajska (Kleines Donautor)

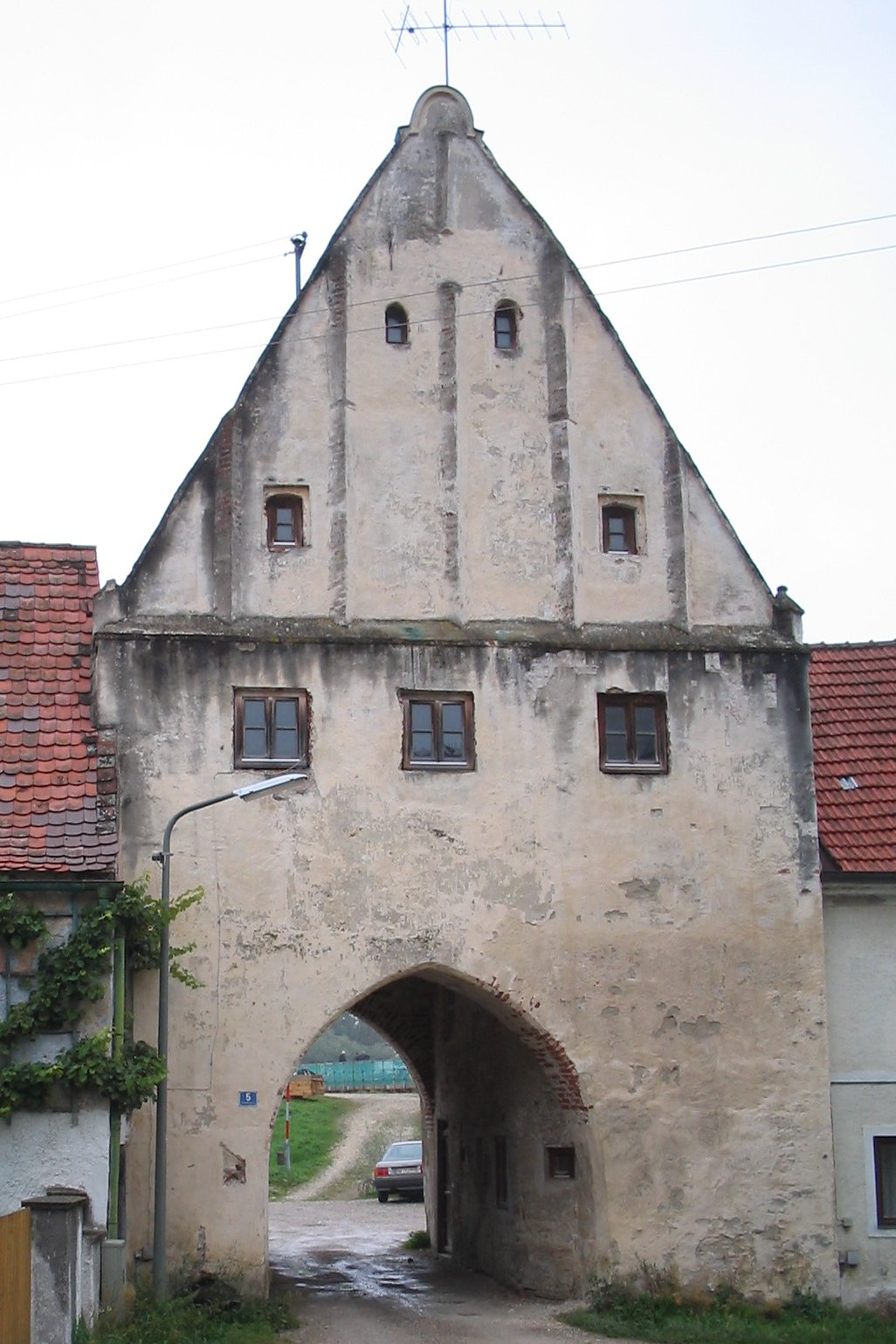
Brama Dunajska (Donautor)

## Demografia
Dane o ludności z 31 grudnia 2008:
| Opis                                | Ogółem | Ogółem | Kobiety | Kobiety | Mężczyźni | Mężczyźni |
| ----------------------------------- | ------ | ------ | ------- | ------- | --------- | --------- |
| Jednostka                           | osób   | %      | osób    | %       | osób      | %         |
| Populacja                           | 7128   | 100    | 3469    | 48,67   | 3659      | 51,33     |
| Wiek przedprodukcyjny (0–17 lat)    | 1361   | 19,09  | 677     | 9,5     | 684       | 9,6       |
| Wiek produkcyjny (18–65 lat)        | 4599   | 64,52  | 2162    | 30,33   | 2437      | 34,19     |
| Wiek poprodukcyjny (powyżej 65 lat) | 1168   | 16,39  | 630     | 8,84    | 538       | 7,55      |

## Polityka
Burmistrzem miasta jest Martin Schmid z SPD, rada miasta składa się z 20 osób.
|      | CSU | SPD | FW | AV | FWB | Razem |
| 2008 | 4   | 5   | 4  | 6  | 1   | 20    |
| 2002 | 6   | 4   | 4  | 4  | 2   | 20    |